# Vila Virginia din Iași
Vila Virginia din Iași este un monument istoric situat în municipiul Iași, județul Iași. Este situată în Str. Nicolae Bălcescu nr. 1. Clădirea a fost construită la sfârșitul secolului al XIX-lea. Figurează pe noua listă a monumentelor istorice sub codul LMI: IS-II-m-B-03718.

## Imagini

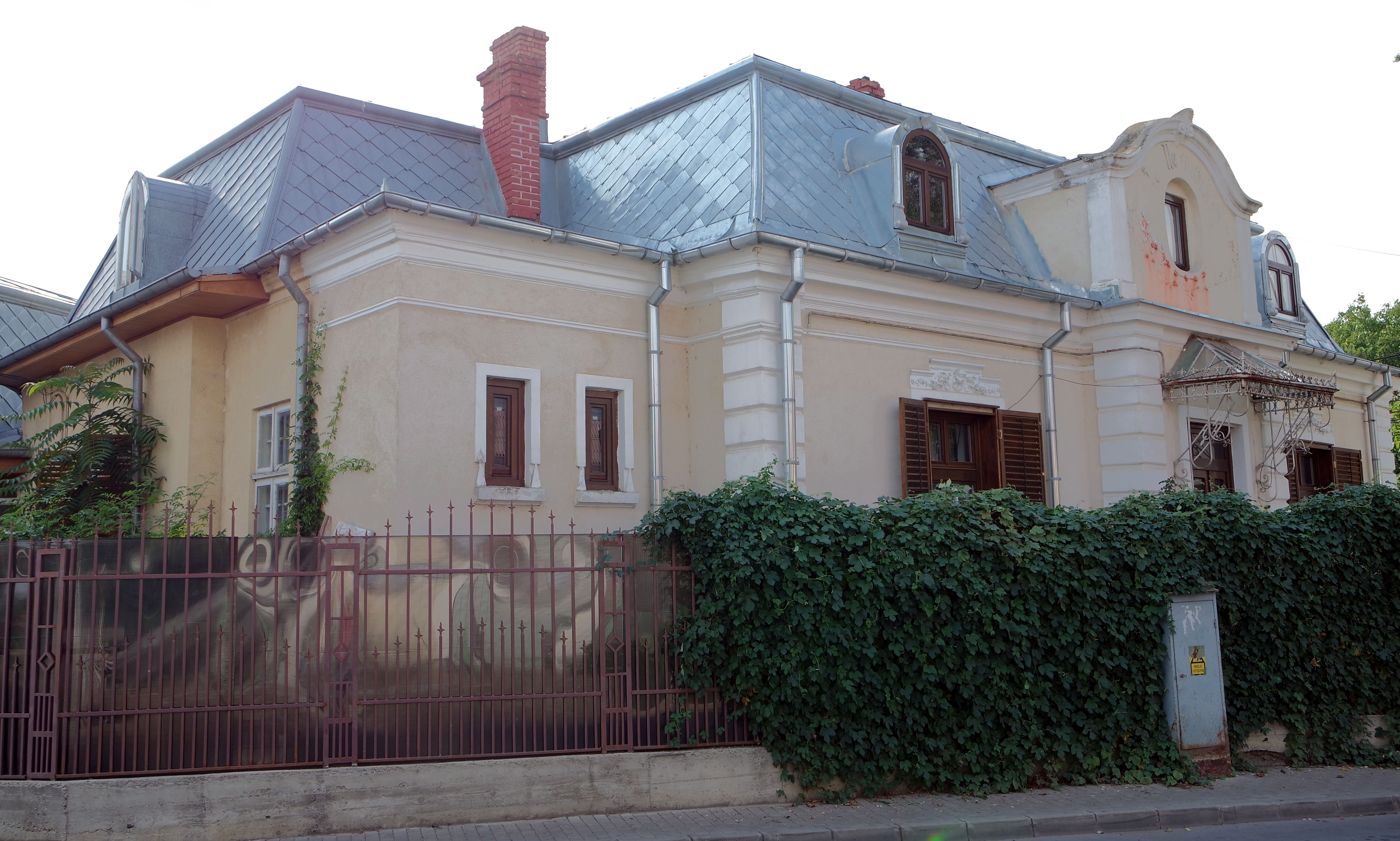